# Сон у червоному теремі

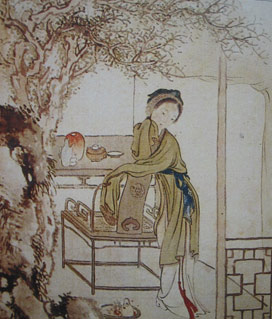
Ілюстрація до роману

«Сон у червоному теремі» (трад. кит. 紅樓夢, піньїнь Hóng Lóu Mèng, Хун лоу мен) — найпопулярніший з чотирьох класичних романів китайською мовою, створений у XVIII столітті Цао Сюецінем і через тридцять років дописаний Гао Е.

## Короткий опис
Червоний терем (павільйон) у назві роману позначає традиційне приміщення, у якому мешкали жінки. Перші 80 розділів «Сну в червоному теремі» належать перу Цао Сюеціня й ходили в рукописних списках під назвою «Нотатки про камінь» (кит. 石頭記). Майже через тридцять років, у 1791 році, Гао Е дописав ще сорок розділів, завершивши сюжетну лінію роману, й уперше опублікував того ж року повний текст роману в друкарні Чен Вей-Юаня. Книга мала 120 розділів. У 1792 році той самий видавець перевидав роман з деякими поправками; саме це видання вважається зараз канонічним. Проте дослідники роману досі сперечаються про те, наскільки завершальна частина, написана Гао Е, відображає авторський задум Цао. З передмов у першому виданні роману відомо, що роман майже 30 років ходив у рукописних копіях, тож щодо деяких епізодів існують різні версії.
«Сон у червоному теремі» — це багатопланова оповідь про занепад двох гілок родини Цзя, на тлі якої, — крім трьох поколінь родини — постає незліченна кількість персонажів — родичів і домочадців. Подібно до інших класичних китайських романів, композиція книги позначена великою розгалуженістю, фрагментарністю та вживанням прийому міз-ан-абім. У романі вільно перемішані елементи автобіографічного письма й художньої фікції, події повсякденні чергуються з надприродними подіями, відчувається увага автора до психологічної достовірності оповіді, а також його схильність до фаталізму.
На думку деяких дослідників роман «Сон у червоному теремі» є композиційно найскладнішим та психологічно найглибшим у всій світовій літературі. Окрім того роман дає широку панораму різних повсякденного життя, етичних та естетичних уявлень тогочасного Китаю. У творі детально змальовано багато аспектів китайської традиційної культури: медицина, кухня, чайна культура, прислів'я, міфологія, конфуціанство, буддизм, даосизм, опера, музика, живопис, класична література та ін. Окрім того роман має неабияке значення для розуміння китайської поезії, адже прозові розділи перемежовуються в ньому віршованими відступами.
У романі домінують дві основні теми: природа реальності та істини.

## Сюжет роману
Роман «Сон у червоному теремі» спирається на автобіографічний матеріал: так доля родини Цзя, у двох палацах якого розгортається дія роману, нагадує долю родини самого Цао Сюеціня. Авторові, за його словами, самому колись довелося пережити «період чудових снів», тож він вирішив поділитися з читачем «Історією каменя» (інша назва роману), розповісти про «дівчат минулих днів» та «вилити свою душу». Для китайської прози такий зачин був вельми незвичним. Сама «Історія каменю» має міфологічну основу: богиня Нюй-ва, закладаючи пролом в небосхилі, сплавила разом 36 501 різнокольоровий камінь. Проте останній камінь виявився зайвим, але набув чарівних властивостей завдяки тому, що до нього торкалася богиня: він міг збільшуватися або зменшуватися в розмірі, пересуватися в просторі, але весь час страждав, адже йому не судилося ввійти до числа обраних Нюй-ва каменів.
Якось буддійський та даоський ченці розташувалися біля підніжжя хребта Цінген, де лежав камінь, аби трохи погомоніти. Нараз вони звернули увагу на дивовижно чистий камінь, який несподівано в них на очах стиснувся й став завбільшки з нефритову підвіску до віяла. Буддійський монах підняв камінь і вирішив написати на ньому декілька ієрогліфів, сподіваючись, що хтось знайде це камінь знову, побачить незвичайний камінь та віднесе його до вчених, «у притулок насолод і розкоші, багатства й млості».
Проминуло багато століть, аж раз чернець Кун-кун, який прагнув осягнути істину й стати безсмертним, проходячи повз хребта Цінген, побачив камінь, на поверхні якого проступали сліди ієрогліфів; там було записано, що каменю судилося з'явитися на світ в образі людини, а також перераховувалися дрібні сімейні події, говорилося, що він буде проводити час у жіночих покоях, цитувалися вірші, якими людина, що постане з каменя, буде захоплюватися. Слідуючи за написом на камені, Кун-кун переписав всю історію, аби розповісти її нащадкам. Урешті якимось чином рукопис потрапив до Цао Сюеціня, а той, перечитавши його десять разів і виправивши п'ять разів, поділив на розділи, склав зміст і дав назву «Історія дванадцяти шпильок з Цзіньлін» (тобто історія 12 красунь з Нанкіна). У записі на камені йшлося про поневіряння каменя світом, про те, як він з'явився до феї, а та залишила його в себе в палаці Червоної зорі. Прогулюючись західним берегом річки Душ, камінь побачив траву безсмертя — пурпурну перлину, полюбив її й кожен день напував її солодкою росою, щоб вона могла прожити довгі роки. Перетворившись на дівчину, вона обіцяла каменю віддячити за росу слізьми. З цього місця міфологічна оповідь переходить у план реального життя.
Читач знайомиться з палацом Жунго в Нанкіні, що належав одній з гілок аристократичного роду Цзя. Дружина чиновника Цзя Чжуна народила сина, у роті якого знайшли шматочок нефриту, що вигравав усіма барвами веселки. Хлопчика назвали Бао-юй — Коштовний Нефрит. Проходить кілька років, і до палацу Жунго привозять двоюрідну сестру Бао-юя, хворобливу дівчинку Лінь Дайюй, яка втратила свою матір. Діти стали друзями. Коли до них приєднується інша двоюрідна сестра Баоюя, Баочай (Коштовна Шпилька), Дайюй ревнує до неї Баоюя. Дайюй гонорова, примхлива, відлюдькувата й горда. Тож вона часто свариться з братом та служницями. Баоюй відвідує область Небесних мрій і зустрічає фею, яка застерігає його від ілюзій. Вона показує йому книгу доль «Дванадцяти шпильок з Цзіньлін» (тобто відкриває йому долі його подруг — сестер та коханих служниць). Служниці феї співають йому дванадцять пісень, проте Баоюй не розуміє їх, а коли прокинувся, то забуває. Забутий сон Бао-юя є своєрідним «спогадом про майбутнє», «Сном у червоному теремі». Поступово збуваються передбачення, що згадувалися в піснях й у віршах, які Баоюй прочитав у книзі доль.

## Рецепція й дослідження роману
Роман витримав у Китаї безліч перевидань і досі залишається найпопулярнішим прозовим твором китайської літератури. Про значення роману для самих китайців влучно висловився німецький перекладач Франц Кун у післямові до свого перекладу (1932):
|  | Коли освіченим молодим китайцям обох статей назвати ім'я «Хун лоу мен», їхні очі засвітяться, й вони визнають, що цей роман вони читали не один раз, а три або чотири рази і знають на пам'ять цілі сторінки з нього. Дивовижна популярність роману «Хун лоу мен» саме серед китайської молоді пояснюється очевидно тим, що роман дуже серйозно й проникливо звертається ледь не до всіх проблем, які особливо хвилюють саме молодих китайців обох статей. Варто звернути увагу на те, що вік головного героя у романі – від дванадцяти до дев’ятнадцяти років! Роман є своєрідою енциклопедією життя китайської молоді. Оригінальний текст (нім.) Wenn man gebildeten, jugendlichen Chinesen beiderlei Geschlechts gegenüber den Namen Hongloumeng nennt, dann werden ihre Augen leuchten, und sie werden erkennen, dass sie den Roman nicht nur einmal, sondern drei- oder viermal durchgelesen haben und stellenweise auswendig kennen. Die erstaunliche Beliebtheit des Hongloumeng gerade bei der chinesischen Jugend erklärt sich wohl daraus, dass der Roman sich in sehr eindringlicher ernsthafter Weise mit nahezu allen Problemen befasst, die gerade junge Chinesen beiderlei Geschlechts unmittelbar bewegen. Es ist zu beachten, dass das Alter der Hauptpersonen sich zwischen zwölf und neunzehn Jahren bewegt! Der Roman ist eine Art Lebensbrevier der chinesischen Jugend. |

Про популярність роману свідчить зокрема й той факт, що в 1980 році при Китайській академії суспільних наук було організовано спеціальний дослідницький інститут, що займався виключно романом «Сон у червоному теремі». Інститут очолював видатний китайський історик Фен Ціюн. Інститут займався систематизацією та критичним видання різних списків роману, що були знайдені в бібліотеках Китаю. Єдиний рукопис роману, знайдений за кордоном, зберігається в Петербурзі. Цей рукопис у 1832 році придбав та вивіз до Росії представник православної духовної місії в Росії В. В. Курляндцев. У 1986 та 1987 роках вийшли два спільних російсько-китайських видання цього списку фотоспособом. Невдовзі з'явилися друком два критичні видання роману, що враховують різночитання всіх списків. Перше вийшло в Пекіні за редакцією Фен Ціюна, а друге в Тайбеї на Тайвані за редакцією Пань Чжун-Гуя. Інститут «Сна в червоному теремі» на чолі з Фен Ці-Юн досліджував також історичне тло роману. Оскільки роман доволі автобіографічний, науковці дослідили родинні цвинтарі сім'ї Цао в провінції Ляонін, на півночі провінції Хебей та на західних околицях Пекіна. Таким чином стало можливим відтворити детальну генеалогію родини Цао часом аж до шістнадцятого покоління. Аналізуючи сучасну для Цао Сюециня літературу, дослідникам вдалося з'ясувати коло його друзів в останні роки життя. Працівникам інституту вдалося знайти будинок Цао Сюеціня, де зараз розташований музей автора і його роману. Це невеликий одноповерховий будинок неподалік від Пекіна, що має чотири кімнати й огороджений високим кам'яним муром за китайською традицією. В одній з кімнат під товстим шаром штукатурки було знайдено віршовані рядки. Доведено, що один з написів належить саме Цао Сюециню, це єдиний його автограф, що зберігся до сьогодні.
Переклади роману європейськими мовами мали велике значення насамперед для розуміння ще недавно малодоступної для європейців китайської літературної традиції. Роман зразу став сприйматися як шедевр світової літератури та центральний твір китайського письменства. Так, на думку британського критика Ентоні Веста, «Сон у червоному теремі» для китайців є так само важливим, як для росіян «Брати Карамазови» чи для французів «У пошуках втраченого часу». Кеннет Рексрот у своїй рецензії на англійський переклад, опублікованій у 1958 році називає роман одним з найбільших прозових творів за всю історії літератури, сповненим глибокого гуманізму.

## Переклади
Уперше в перекладі європейськими мовами роман був опублікований у XIX столітті. Учень Російської духовної місії А. І. Кованько, після повернення з Китаю в 1836 році, опублікував під псевдонімом Де Мін нариси під назвою «Поїздка до Китаю» (журнал «Отечественные записки» за 1841—1843 роки). До заключної частини він додав переклад вступу до першої глави «Сну в червоному теремі». Цей фрагмент роману був першою спробою в Європі продемонструвати шедеври китайської художньої літератури в перекладі.
Повний російський переклад роману, виконаний В. А. Панасюком, вийшов у 1958 р. Цей переклад був у відредагованому вигляді перевиданий видавництвом «Поляріс» у 1997 році.
В Англії в 1868 році вийшли перші вісім глав у перекладі Е. Боура, у 1885 році — переклади глав тодішнього англійського китаєзнавця Герберта Джайлза, у 1919 році — у перекладі одного із найвідоміших в Англії перекладачів китайської літератури Артура Вейлі. Неадаптоване повне видання англійською з'явилось у другій половині ХХ ст.: перші три томи — початкові вісімдесят глав — під назвою «Історія каменя, або Сон у червоному теремі» у перекладі Д. Гоукса вийшли в Англії в 1976—1978 роках. Ще два томи, заключні сорок глав, у перекладі Дж. Мінфорда, були опубліковані в 1982 році.
Німецький переклад, виконаний Францом Куном, вийшов у 1932 році. Це було адаптоване видання, скорочене на дві третини в порівнянні з оригіналом. Лише у 2007—2009 роках з'явилося перше повне видання роману німецькою. Переклад, що його зробили Райнер Шварц та Мартін Везлер, був опублікований у видавництві Europäischer Universitätsverlag.
У Франції роман у 1933 році вийшов у вибраних фрагментах. Зараз існує два переклади роману французькою: повний переклад Лі Че-Гуа та Жаклін Алезаїс, опублікований у двох томах у серії Бібліотека Плеяди, та скорочений переклад з німецького перекладу Франца Куна, виконаний Армелем Герном у 1957—1964 роках.
У 2010 році видавництвом Galaxia Gutenberg & Círculo de lectores під егідою Гранадського університету був опублікований повний іспанський переклад, виконаний Джао Женьяном.
На Сході потреба в перекладі роману виникла тільки в XX столітті, коли на зміну класичній освіті прийшла осучаснена європеїзована й уже далеко не кожен міг читати по-китайськи. У 1920 році вийшов японський переклад «Сну в червоному теремі», виконаний Юкіда Роханом і Хіраока Рюдзьо, опублікований разом з китайським оригінальним текстом.
Зараз роман повністю або частково перекладено 27 мовами світу й зокрема чотирма основними мовами національних меншин Китаю: тибетською, уйгурською, монгольською та манджурською.

## Епізод для прикладу
Романом «Сон у червоному теремі» захоплювався Хорхе Луїс Борхес, який включив уривок з нього до своєї антології «Книга сновидінь».
Баоюю наснилося, що він точнісінько в такому ж саду, як у нього вдома. "Чи можливо, — запитав він, — що існує сад, схожий на мій власний? "З'явилися служниці. Вражений Баоюй вигукнув: «Значить, є ще дівчата, схожі на Сіжень, Пінер і всіх інших служниць у нас вдома?» Одна із служниць сказала: «Так це Баоюй. Як він міг тут опинитися?» Баоюй вирішив, що його впізнали. Він ступив до дівчат і пояснив: «Я прогулювався й випадково зайшов сюди. Прогуляймося ще трохи». Служниці засміялися: "Як нерозумно! Ми прийняли тебе за Баоюя, але наш пан такий ставний ". Очевидно, це були служниці іншого Баоюя. «Милі сестри, — сказав він, — мене звати Баоюй. А хто ваш господар?» "Баоюй, — відгукнулися вони. — Батьки дали йому це ім'я, що складається з двох частин, Бао (коштовний) та Юй (нефрит), щоб його життя було довгим і щасливим. Хто ти такий, щоб називатися його ім'ям? "Покпинивши з нього, дівчата пішли. Баоюй зажурився. "Ніколи зі мною так не обходилися. За що на мене розсердилися ці служниці? Невже на світі є інший Баоюй? Слід з цим розібратися ". З цими думками він увійшов у дворик, що видався йому надзвичайно знайомим. Він піднявся сходами і зайшов до себе в кімнату. На ліжку лежав юнак. Навколо пересміювались служниці, зайняті домашніми справами. Юнак глибоко зітхнув. Одна із служниць запитала: "Що з тобою, Баоюй? Щось наснилося? " «Я бачив дивний сон. Мені снилося, ніби я в саду, а ви мене не впізнаєте й полишаєте там самого. Я йду слідом за вами в будинок і бачу, що в моєму ліжкові спить інший Баоюй». Почувши ці слова, Баоюй не зміг утриматись і вигукнув: «Я шукав Баоюя, отже це ти». Юнак схопився і обійняв його зі словами: «Так це був не сон, і Баоюй це ти!» Цієї ж миті з саду погукали: «Баоюй!» Обидва Баоюя здригнулися. Той, що снився, зник, а другий вигукнув: "Повернись, Баоюй! "Тут Баоюй прокинувся. Служниця Сіжень запитала його: «Що з тобою, Баоюй? Щось наснилося?» "Я бачив дивний сон. Мені снилося, ніби я в саду, а ви мене не впізнаєте ". 
Цао Сюецінь, «Сон у червоному теремі»

## Персонажі

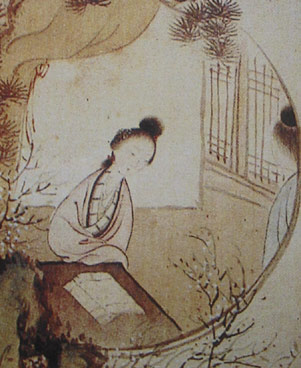
Сцена із роману, намальована Сю Баоджуаном

Головний герой Дзя Баоюй. У романі багато жіночих персонажів.
- Цзя Баоюй (кит.: 賈寶玉, коштовний нефрит). Головний герой твору. На початку роману йому 12-13 років.
- Лін Дайюй (林黛玉; Lín Dàiyù, нефритовий пояс) — молодша двоюрідна сестра Баоюя та його перше кохання.
- Сю Баочай (спрощ.: 薛宝钗; кит. трад.: 薛寶釵; піньїнь: Xuē Bǎochāi; Вейд-Джайлз: Hsueh Pao-chai , коштовна шпилька) — інша двоюрідна сестра.
- Цзя Юанчунь (спрощ.: 贾元春; кит. трад.: 賈元春; піньїнь: Jiǎ Yuánchūn; Вейд-Джайлз: Chia Yuan-chun, початок весни) — старша сестра Баоюя.
- Цзя Таньчунь (спрощ.: 贾探春; кит. трад.: 賈探春; піньїнь: JiǎTànchūn; Вейд-Джайлз: Chia Tan-chun, шукати весну) — молодша зведена сестра Баоюя.
- Ши С'яньюнь (спрощ.: 史湘云; кит. трад.: 史湘雲; піньїнь: Shǐ Xiāngyún; Вейд-Джайлз: Shih Hsiang-yun, хмари над рікою Сянцзян) — молодша двоюрідна сестра Баоюя.
- М'яо Юй (кит.: 妙玉; піньїнь: Miàoyù; Вейд-Джайлз: Miao-yu) — молода черниця буддистського монастиря.
- Цзя Інчунь (спрощ.: 贾迎春; кит. трад.: 賈迎春; піньїнь: Jiǎ Yíngchūn; Вейд-Джайлз: Chia Ying-chun, вітання весни)
- Цзя Січунь (спрощ.: 贾惜春; кит. трад.: 賈惜春; піньїнь: Jiǎ Xīchūn; Вейд-Джайлз: Chia Hsi-chun, дорогоцінна весна) — молодша двоюрідна сестра Баоюя.
- Ван Сіфень (спрощ.: 王熙凤; кит. трад.: 王熙鳳; піньїнь: Wáng Xīfèng; Вейд-Джайлз: Wang Hsi-feng, пишний фенікс) також сестра Фень, дружина Дзя Ліан, племінниця Пані Ван.
- Цзя Цяоцзе (спрощ.: 贾巧姐; кит. трад.: 賈巧姐; піньїнь: Jiǎ Qiǎojiě; Вейд-Джайлз: Chia Chiao-chieh, удачлива сестра) — донька Ван Сіфень та Дзя Ліан. На початку книги мала імʼя Дацзе, та була перейменована після хвороби.
- Лі Ван (спрощ.: 李纨; кит. трад.: 李紈; піньїнь: Lǐ Wán; Вейд-Джайлз: Li Wan) — вдова померлого старшого брата Баоюя.
- Цін Кекін (кит.: 秦可卿; піньїнь: Qín Kěqīng; Вейд-Джайлз: Ch'in Ko-ching)
- Бабуся Цзя (спрощ.: 贾母; кит. трад.: 賈母; піньїнь: Jiǎmǔ), у дівочості Ші.
- Цзя Ше (спрощ.: 贾赦; кит. трад.: 贾赦; піньїнь: Jiǎ Shè; Вейд-Джайлз: Chia Sheh) — батько Дзя Ліан.
- Цзя Жень (спрощ.: 贾政; кит. трад.: 賈政; піньїнь: Jiǎ Zhèng; Вейд-Джайлз: Chia Cheng) — батько Баоюя.
- Цзя Ліан (спрощ.: 贾琏; кит. трад.: 賈璉; піньїнь: Jiǎ Lián; Вейд-Джайлз: Chia Lien) — чоловік Сіфень.
- Сянлінь (香菱; Hawkes/Minford translation: Caltrop) — служниця.
- Піньер (平兒; спокій; мир) — старша служниця.
- Сю Пан (кит.: 薛蟠; піньїнь: Xuē Pán; Вейд-Джайлз: Hsueh Pan) — старший брат Баоюя.
- Тітка Сю (спрощ.: 薛姨妈; кит. трад.: 薛姨媽; піньїнь: Xuē Yímā), у дівочості Ван — тітка Баоюя по материній лінії.

## Екранізація
На сайті «Internet Movie Database» (www.imdb.com) представлено цілий ряд фільмів, знятих за мотивами роману:
1. Jin yu liang yuan hong lou meng (1977, Гонконг) — англійська назва: «The Dream of the Red Chamber»

2. Hong lou chun shang chun (1978) — англійська назва: «Erotic Dream of the Red Chamber»

3. Hong lou meng (1962/II, Гонконг) — англійська назва «The Dream of the Red Chamber»

4. Xin gong lou meng (1978, Гонконг) — англійська назва: «Dream of the Red Chamber»

5. Xin hong lou meng (1952, Гонконг) — англійська назва: «Modern Red Chamber Dream»

6. Hong lou meng (36-и серійний телевізійний серіал) (1987, КНР) — англійська назва: «Dream of the Red Chamber»

7. Hong lou meng (1989, КНР) — англійська назва: «Dream of the Red Chamber»

8. Xin hong lou meng (2010, КНР) — англійська назва: « New Dream of the Red Chamber»

9. 红楼梦 (50-и серійний телевізійний серіал) (2010, КНР) — «The Dream of Red Mansions»